# Michael Groß
Michael Groß (Frankfurt na Majni, 17. lipnja 1964.), najuspješniji njemački plivač.
Studirao je germanistiku i političke znanosti. Kao 16-godišnjak uspio se kvalificirati u njemačku reprezentaciju, ali zbog bojkota nisu nastupali na OI u Moskvi 1980. godine. Već na sljedećem SP u plivanju 1982. godine pobijedio je u 200 m slobodno i 200 m leptir. Na OI u Los Angelesu 1984. godine osvojio je dvije zlatne i dvije srebrene medalje. Groß je bio sveukupno 5x svjetski i 13x europski prvak u plivanju. Postavio je 12 svjetskih rekorda i 24 europskih. 
Zbog velikog raspona ruku (2,13 m) i visine (2,01 m) dobio je nadimak "Albatros". 